# Igreja da Misericórdia de Colos
A Igreja da Misericórdia de Colos, igualmente denominada de Capela de Santa Isabel ou Igreja de Santa Isabel, é um monumento religioso na aldeia de Colos, no Município de Odemira, na região do Alentejo, em Portugal.

## Descrição
A igreja situa-se na Rua Dona Maria Júlia Brito Paes Falcão, na aldeia de Colos.
Possui uma planta de forma longitudinal, formada por uma nave de dois tramos, uma capela-mor, a sacristia, e a torre sineira. A cobertura é em telhado de duas águas para o corpo da igreja. A fachada principal da igreja está virada para oriente, e tem um só pano, ladeado por contrafortes, e rematado por empena, com uma cruz de ferro no topo. O portal principal tem verga saliente, e no topo abre-se um óculo. No canto Sudeste da igreja ergue-se a torre sineira, de planta quadrangular, rasgada por três sineiras, e com cobertura de forma piramidal, que está decorada com urnas nos cantos. No lado Sul ostenta um relógio e uma abertura para iluminação. A fachada Norte da igreja é cega, e tem três panos cegos e separados por contrafortes, dos quais um é de forma arrendodada. A parede Sul está organizada em dois panos, dos quais um corresponde à torre, enquanto que o outro pertence à nave e à cabeceira, e possui uma porta para acesso à sacristia. Finalmente, a fachada ocidental é cega e termina numa empena.
No interior, a cobertura é em abóbada, e cruzaria em ogivas, com nervuras suportadas por mísulas, tipo de construção comum no período manuelino na região do Alentejo. Na nave destaca-se igualmente o púlpito, com caixa em madeira, situado no lado do Evangelho. Sob a área de entrada encontra-se o coro alto, igualmente executado em madeira, sendo o acesso feito por uma escada no lado do Evangelho. Entre a nave e a capela-mor encontra-se o arco triunfal é de volta perfeita, e é suportado por pilastras. A capela-mor também tem cobertura em cruzaria de ogivas, formando cinco chaves e mísulas de cantaria lavrada. O altar-mor é alvenaria, e ostenta um retábulo ornamentado com talha dourada e policromada, integrando-se no estilo Rococó.

## História
O centro histórico de Colos pode ter sido originalmente um povoado fortificado durante o período romano, tendo sido encontrado um grande número de vestígios antigos dispersos naquela área da aldeia, incluindo junto à escola primária, onde foi descoberta uma necrópole.
As obras da igreja começaram nos princípios do século XVI, numa época de grande progresso para Colos, tendo recebido uma carta de foral de D. Manuel em 20 de Setembro de 1512. São deste período as paredes e a grelha do vão, no alçado Sul. Em meados da centúria foram instaladas a abóbada e o portal. Durante alguns anos foi a sede da Santa Casa da Misericórdia de Colos, organização que foi posteriormente extinta. Na segunda metade do século XVIII foi edificada a torre sineira, e nos finais da centúria foi instalado o retábulo do altar-mor. O coro alto e a caixa do púlpito datam do século XIX.

## Leitura recomendada
- GUERREIRO, António Machado (1987). Colos, Alentejo: Elementos Monográficos. Odemira: Câmara Municipal de Odemira